# Tasu Sound
Tasu Sound (engelska: Tasoo Sound) är en vik i Kanada.   Den ligger i provinsen British Columbia, i den sydvästra delen av landet, 4 100 km väster om huvudstaden Ottawa.
Trakten runt Tasu Sound är nära nog obefolkad, med mindre än två invånare per kvadratkilometer.